# Faculdade Mineira de Direito
A Faculdade Mineira de Direito (FMD) é uma instituição de ensino superior vinculada à Pontifícia Universidade Católica de Minas Gerais (PUC Minas). Em Belo Horizonte, está presente nas quatro unidades da Universidade – Barreiro, Coração Eucarístico, Praça da Liberdade e São Gabriel – , além de Arcos, Betim, Contagem, Poços de Caldas, Serro e Uberlândia, dez no total.
Foi criada em 12 de março de 1949, a pedido do Arcebispo Metropolitano de Belo Horizonte, Dom Antônio dos Santos Cabral pelo processualista mineiro Alfredo de Araújo Lopes da Costa (1885 - 1966), que foi seu primeiro diretor, razão por que é carinhosamente chamada de Casa de Lopes da Costa.
O curso de graduação em Direito que é avaliado pelo MEC/INEP com a nota 5 (conceito máximo) e também avaliado com 5 estrelas pelo Guia do Estudante, no ranking Melhores Universidades de 2017, no ranking da OAB encontra-se na quarta colocação entre as instituições privadas do país, o que mostra que a faculdade é uma das mais prestigiadas e tradicionais faculdades de Direito do Brasil, sendo reconhecida entre rankings nacionais como a melhor entre as instituições privadas do estado de Minas Gerais. Já estudaram, lecionaram ou dirigiram a Faculdade Mineira de Direito três Presidentes do Supremo Tribunal Federal: Carlos Peixoto, Carlos Velloso e Carmén Lúcia.
O lema da Faculdade Mineira de Direito é LEX TUA VERITAS, Salmos 119:142 que significa: "A tua lei é a verdade".
A FMD possui acordos e parcerias internacionais que possibilitam o intercâmbio de alunos com Alemanha, Canadá, Chile, Espanha, França, Itália, Hungria, México, Portugal, entre outros.
Em 2021, a Profa. Dra. Wilba Lúcia Bernardes foi nomeada Diretora da FMD, a primeira mulher neste cargo em mais de 70 anos de história.

## Breve histórico
Em 1948, foi lançada, em Belo Horizonte, a ideia de constituição da Universidade Católica de Minas Gerais (hoje PUC Minas) e é junto com ela que surge o projeto de criação da Faculdade Mineira de Direito. Em 1949, compôs-se a Diretoria da Faculdade Mineira de Direito e e estabeleceu sua sede no conhecido Palacete Dantas, localizado na Praça da Liberdade, em Belo Horizonte. Aos 10 de maio, tomou posse no cargo de Diretor o Desembargador Alfredo de Araújo Lopes da Costa (1885-1966). Em dezembro do mesmo ano foi publicado o edital de convocação do primeiro concurso de habilitação e foram oferecidas 30 vagas para a constituição da primeira turma.
Em 1950 já estava definido o lema da Faculdade Mineira de Direito. O Desembargador Alfredo Araújo Lopes da Costa (1885-1966) escolheu, juntamente com Dom Cabral, a frase: LEX TUA VERITAS, para sintetizar o espírito que se pretendia imperasse naquele estabelecimento de ensino. A aula inaugural, proferida pelo Desembargador Lopes da Costa teve como título o próprio lema da faculdade. Nela está contida toda uma visão do mundo, do ensino e do direito. Aos 13 de março, iniciaram-se as aulas regulares.
Em 1951, uma comissão enviou à Diretoria de Ensino um relatório emitindo parecer favorável ao reconhecimento, visto que a Faculdade preenchia as condições exigidas quando ao aparelhamento, organização administrativa e didática e à composição dos corpos docente e discente. Finalmente, pelo Decreto nº 30975, de 10/06/1952, a Faculdade Mineira de Direito foi reconhecida pelo Governo Federal.
Em 1958, reuniu-se a Congregação da Faculdade Mineira de Direito, decidindo pela incorporação desse estabelecimento de ensino à Universidade Católica de Minas Gerais (hoje PUC Minas), transferindo-se para o campus Coração Eucarístico em 1969.

## Bacharelado em Direito
O Curso de Direito da Faculdade Mineira de Direito - PUC Minas está estruturado em  núcleos de disciplinas de fundamentação humanística, de fundamentação teórico-profissionalizante e de formação prática. Este último, enquanto estágio supervisionado, está previsto a partir do sétimo período, e é realizado no Núcleo de Prática Jurídica (NPJ).
O curso é estruturado em três eixos de formação: o Eixo de Formação Fundamental, o Eixo de Formação Profissional e o Eixo de Formação Prática. O Eixo de Formação Profissional abrange, entre outras, disciplinas como Direito Administrativo, Direito Civil, Direito Constitucional, Direito do Trabalho, Direito Empresarial, Direito Internacional Público e Privado, Direito Penal e Direito Processual. Já o Eixo de Formação Prática permite o ingresso nas atividades de prática supervisionadas a partir do sétimo período.
Também dentro da prática jurídica, o aluno integrará o corpo do Serviço de Assistência Judiciária (SAJ), prestando serviços jurídicos às camadas carentes da população. O estágio no Serviço de Assistência Judiciária (SAJ) se realiza também a partir do sétimo período. Nele, o aluno terá contato constante com o Escritório Virtual, hoje modelo em todo o País.

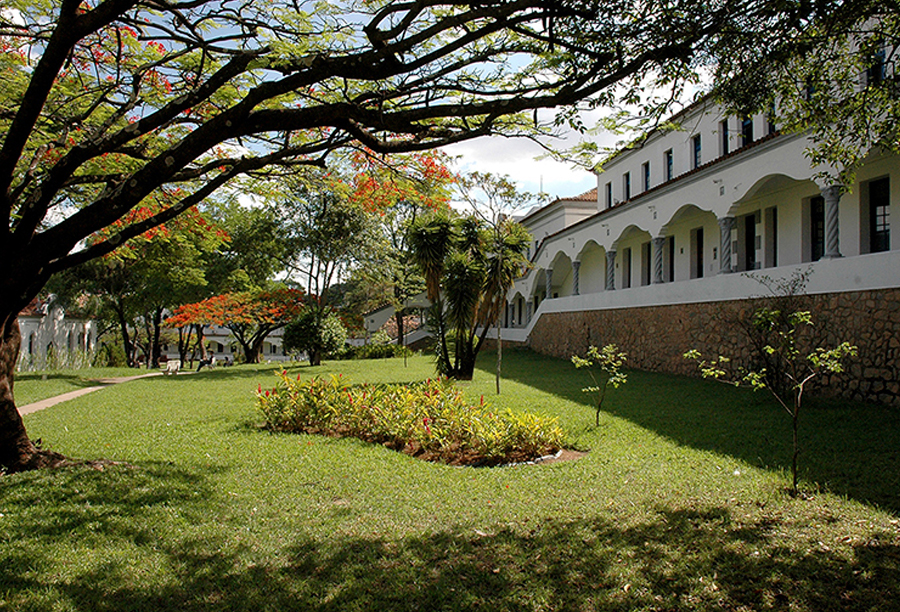
Vista lateral da Faculdade Mineira de Direito no campus Coração Eucarístico, em Belo Horizonte

O curso de graduação em direito é avaliado pelo MEC/INEP com a nota 5 (conceito máximo). É também avaliado com 5 estrelas pelo periódico estudantil Guia do Estudante, no ranking Melhores Universidades de 2017, o que a classifica como a melhor do estado entre todas instituições, públicas e privadas.A Faculdade Mineira de Direito possui o selo de qualidade OAB Recomenda, que é entregue a cada três anos e leva em conta a aprovação de alunos no Exame de Ordem e o seu desempenho no ENADE.
O curso de graduação é oferecido nos campus Coração Eucarístico; Praça da Liberdade; Arcos; Barreiro; Betim; Contagem; Poços de Caldas e Serro.
A Faculdade Mineira de Direito também oferece a seus alunos cursos de especialização (lato sensu), mestrado e doutorado (stricto sensu), em diversas áreas do conhecimento jurídico.

### Serviço de Assistência Judiciária (SAJ)
O SAJ atende a população carente quando esta necessita de serviços jurídicos. Este serviço de assistência jurídica já existe há mais de 20 anos na PUC Minas, prestando um relevante serviço jurídico-social à população carente de Belo Horizonte, no campus do bairro Coração Eucarístico. Trata-se de uma escola de advocacia, onde os alunos, na condição de estagiários e supervisionados por professor-orientador, exercem as funções de advogado que lhes são permitidas conforme o Estatuto da OAB.
Nos SAJs, o aluno é introduzido na prática real do direito, desde o atendimento ao cliente, passando pelo acompanhamento efetivo de todo o trâmite processual, até a decisão que põe fim ao litígio; além disso, quando se faz necessário, antes ou durante o curso do processo, realiza a mediação, a conciliação ou negociação entre as partes; em casos especiais, também pratica a arbitragem; elabora as peças processuais e promove a sustentação oral das teses inerentes aos direitos de seus clientes. A posteriori, elabora relatório descritivo-crítico das atividades realizadas na sua prática jurídica.
Entre 2015 e 2017 foram atendidos pelo SAJ aproximadamente10 mil casos. Atualmente existem os SAJs de Betim, Contagem, Poços de Caldas e bairro São Gabriel.

### Núcleo de Prática Jurídica (NPJ)
O NPJ tem por objetivo complementar a formação profissional do acadêmico de direito, o qual em outros núcleos e departamentos adquire bases teóricas firmes, visão ampla, espírito investigativo e crítico, argumentação ágil e consciência de sua função social.
Para complementar as noções fundamentais do direito e ciências afins, que se articulam e se integram na ordem do conhecimento jurídico, especialmente quando se defrontam com a norma jurídica vigente e os princípios gerais e específicos que norteiam a justiça, cumpre ao NPJ promover as experiências práticas demonstrativas da eficácia do direito. Assim, confronta a realidade social com as instituições, as reflexões doutrinárias com a jurisprudência, o direito material com o processo, a fim de consolidar e confirmar na prática o alto padrão de qualidade do ensino e da pesquisa realizados nos cursos de direito.

## Pesquisa e Pós Graduação

### Pós-graduação stricto sensu

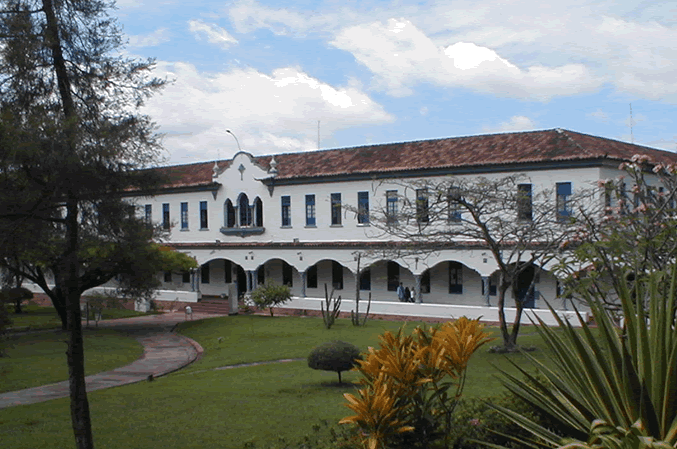
Jardim central da PUC Minas, próximo à Faculdade Mineira de Direito

Há mais de 20 anos o Programa de Pós-graduação da Faculdade Mineira de Direito - PUC Minas tem como finalidade formar mestres e doutores e consolidar a pesquisa científica, buscando estabelecer um eixo teórico na reflexão sobre o Estado Democrático de Direito para garantir a coesão de seu projeto pedagógico.
Avaliado pela CAPES com nota 6, alcançando nível de excelência e reconhecimento internacional – o curso de mestrado foi criado em 1997 com área de concentração em Direito Processual. Em 2000, o programa foi expandido para o nível de doutorado. Novas áreas foram agregadas e, atualmente, possui quatro áreas de concentração e sete linhas de pesquisa, com a participação de aproximadamente 40 docentes permanentes.
Entre 1997 e 2010, o Programa de Pós-Graduação do Curso de Direito da PUC Minas titulou 44 doutores e 550 mestres. Até o ano 2016, foram formados pelo Programa um total de 189 doutores e 988 mestres.

#### Áreas de concentração e Linhas de pesquisa
- Direito Privado
  - Reconstrução dos paradigmas do Direito Privado no contexto do Estado Democrático de Direito
  - Direito do Trabalho, modernidade e democracia
- Direito Processual
  - O Processo na construção do Estado Democrático de Direito
- Direito Público
  - Estado, constituição e sociedade no paradigma do Estado Democrático de Direito
  - Direitos humanos, processo de integração e constitucionalização do Direito Internacional
  - O Direito Penal nas Sociedades Democráticas Contemporâneas
- Teoria do Direito
  - Fundamentos filosóficos do conceito de justiça e sua aplicação na compreensão do Estado Democrático de Direito[20]

### Núcleos de pesquisa

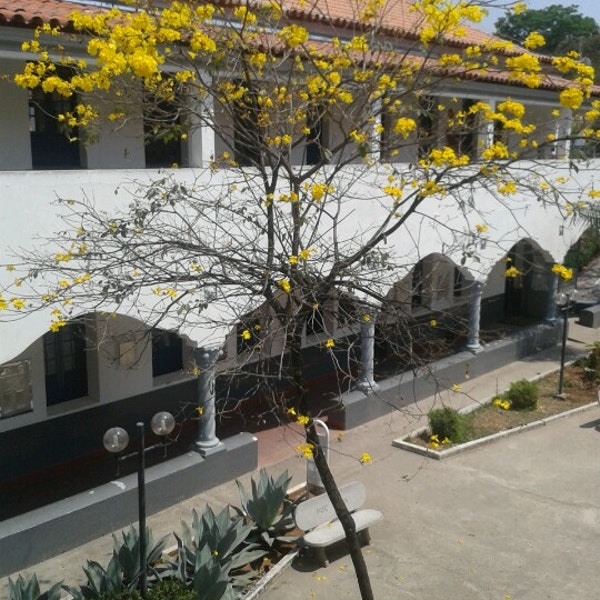
Vista interna da Faculdade Mineira de Direito

O Núcleo Acadêmico de Pesquisa (NAP) é uma associação do curso de Direito da PUC Minas, campus Coração Eucarístico, composta por discentes e docentes que tem por finalidade fomentar e desenvolver a pesquisa acadêmica, estimular o conhecimento jurídico e aprimorar a formação profissional e humana de seus membros e da comunidade acadêmica. Atualmente o NAP possui diversas linhas de pesquisa, divididas em grupos de trabalho: Direito Penal na Sociedade Democrática; Transformações no Direito Privado; Transformações na Ordem Social-Econômica e Regulação; Constituição e Democracia; Sociedade, Conflito e Movimentos Sociais.
O Núcleo Jurídico de Políticas Públicas (NUJUP) têm por objetivo contribuir para a realização da produção de conhecimento associada às demandas reais da sociedade brasileira e da valorização de sua importância estratégica para a construção do Estado democrático de direito brasileiro. Em vista disso, seu projeto principal denomina-se “Cidadania e Políticas Públicas”, cujo objeto é a investigação das transformações sofridas pelo Direito após a publicação da Constituição de 1988, com vistas a formação de consciência cidadã do povo brasileiro e o fortalecimento da esfera pública local, a partir da atuação integrada de atividades de pesquisa, ensino e extensão, que investigam, informam e discutem, com a sociedade civil, aspectos político-jurídicos e sócio-econômicos da realidade das cidades brasileiras que contribuem para a baixa efetividade dos direitos fundamentais em nossa ordem jurídica. Integram o NUJUP professores da Faculdade Mineira de Direito de todas as suas unidades, do Programa de Pós-graduação em Direito e de outras áreas de conhecimento da PUC Minas.

## Revistas da Faculdade Mineira de Direito
A Revista da Faculdade Mineira de Direito, criada em 1998, é um periódico de excelência, inscrito no International Standard Serial Number – ISSN, de periodicidade semestral, especializado na publicação de textos científicos em todas as áreas do Direito, mediante a revisão pelo método double blind review, unicamente identificados na Internet pelo Digital Object Identifier – DOI, qualificado pelo sistema integral CAPES com o conceito máximo Qualis A1. A Revista da Faculdade Mineira de Direito está indexada nas seguintes bases: Pergamum, CCN e CLASE, Latindex, Ulrich, Library of Congress, ICAP e RVBI.
Já a VirtuaJus, foi criada em 2002 , com o intuito de possibilitar a pesquisadores um espaço para publicação de artigos científicos na área do Direito. A revista propõe-se ao diálogo com os temas transversais que perpassam o Direito e se voltam, em sua especificidade, para as teorias sociais antirraciais, os conceitos de riscos, a crítica à ambição da globalização, as axiologias alternativas em torno ao altermundialismo, às preocupações ecológicas e étnicas, e outros enfoques das ciências humanas e ciências sociais aplicadas. Inscrita no ISSN sob o número 1678-3425, possui periodicidade semestral,  qualificada pelo sistema integral CAPES com o conceito  Qualis B1.

## Internacionalização
A instituição possui acordos e parcerias internacionais que possibilitam o intercâmbio de alunos para a Alemanha, Canadá, Chile, Espanha, França, Itália, Hungria, México, Portugal, entre outros.

## Juristas notáveis
Muitos juristas de destaque e renome dos quadros nacionais foram professores e alunos da Faculdade. Dentre eles, destacam-se:

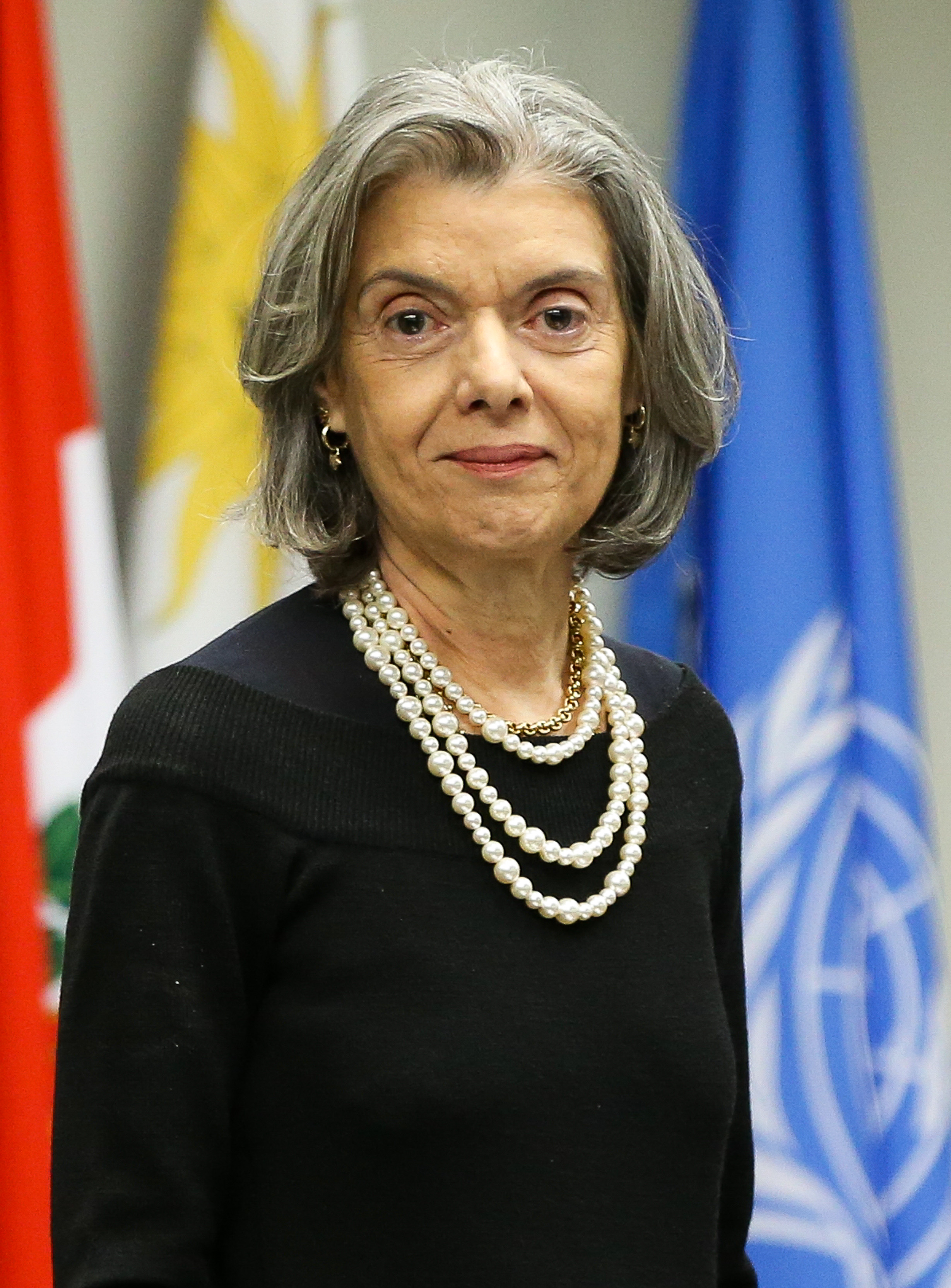
Cármen Lúcia, ex-presidente do STF, atual presidente do TSE, foi aluna, é professora da FMD e ministra do STF

- Carlos Mário da Silva Velloso, ex-professor e ex-diretor da FMD, ex-ministro e ex-presidente do Supremo Tribunal Federal
- Cármen Lúcia Antunes Rocha, ex-aluna e professora titular da FMD, atual ministra e ex-presidente do Supremo Tribunal Federal e atual presidente do Tribunal Superior Eleitoral;
- Edgar Godoy da Mata Machado, ex-professor de Filosofia do Direito da FMD foi jornalista, jurista, filósofo e político brasileiro
- Elpídio Donizetti, ex-aluno da FMD, Procurador do Estado de Minas Gerais Desembargador aposentado
- Gerson de Britto Mello Boson, ex-professor de Filosofia do Direito e de Direito Internacional Público da FMD, ex-Reitor da UFMG e ex-Secretário da Casa Civil e da Educação em Minas Gerais
- José Bonifácio Borges de Andrada, Vice-Procurador Geral da Republica e ex-Advogado Geral da União e do Estado de Minas Gerais;
- Leonardo Nemer Caldeira Brant, ex-professor da FMD, Ex-Membro do Comitê Consultivo para Nomeações do Tribunal Penal Internacional, indicado pela Presidência da República ao posto de Juiz do Tribunal Penal Internacional, juiz da Corte Internacional de Justiça
- Maria Elizabeth Rocha - Ministra do Superior Tribunal Militar;[25]
- Maurício José Godinho Delgado, professor da FMD, atual ministro do Tribunal Superior do Trabalho;
- Patrus Ananias de Souza, professor da FMD, ex-prefeito de BH e ex-ministro do Ministério do Desenvolvimento Social e Combate à Fome;
- Sebastião Alves dos Reis Júnior, ex-aluno da pós-graduação da FMD, Ministro do Superior Tribunal de Justiça

## Diretores

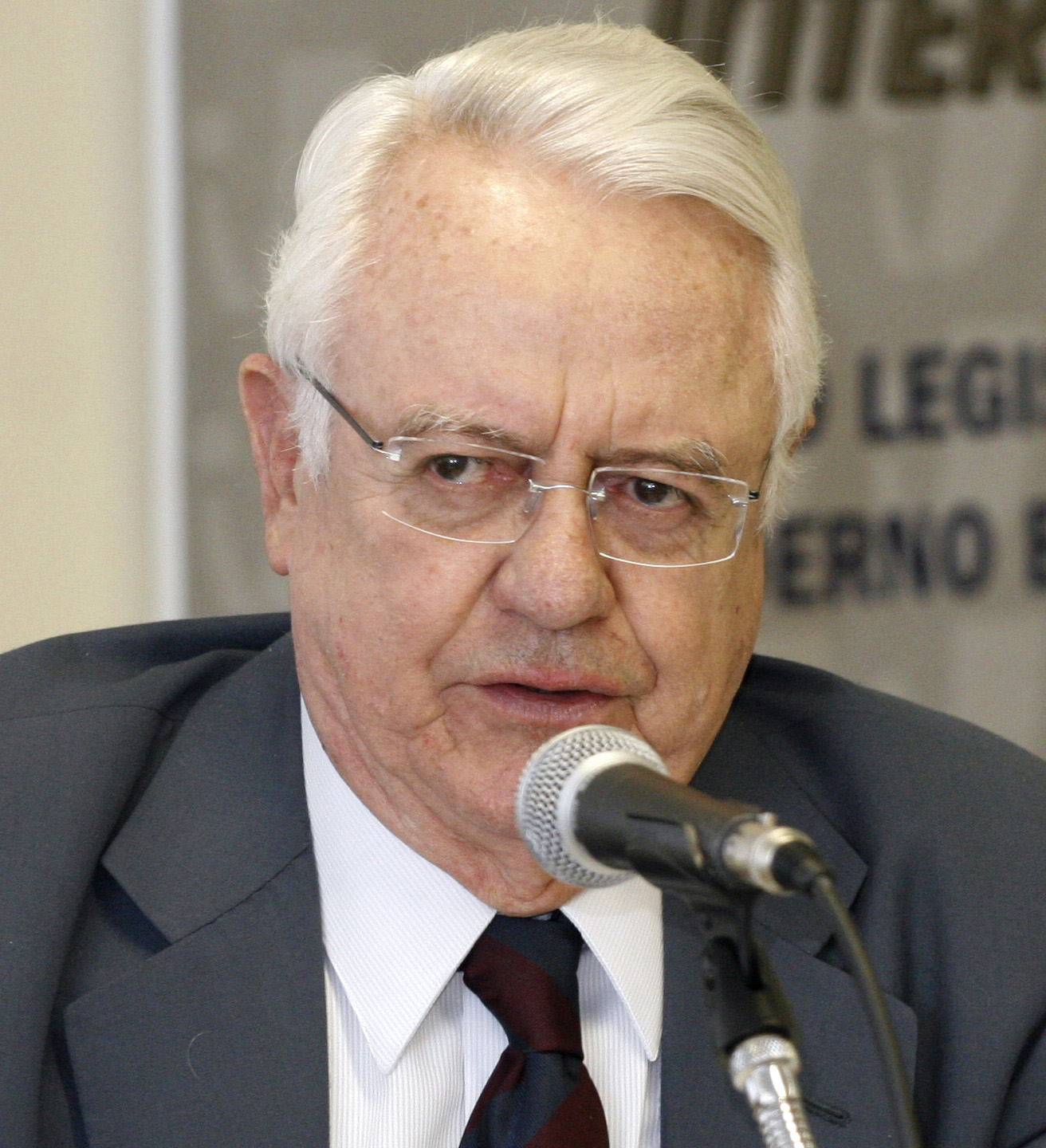
Carlos Velloso, Ex-Presidente do Supremo Tribunal Federal, foi professor e diretor da Faculdade Mineira de Direito

- Alfredo de Araújo Lopes da Costa (1949 - 1951, 1952 - 1959)
- Cândido Lara Ribeiro Naves (1951)
- Antônio Augusto de Mello Cançado (1959 - 1962)
- Aprígio  Ribeiro de Oliveira Jr. (1962 - 1964)
- Carlos Fulgêncio da Cunha Peixoto (1964 - 1966)
- Ivan Moraes de Andrade (1966 - 1968)
- Hélio Costa (1968 - 1977)
- Carlos Mário da Silva Velloso (1977)
- Affonso Henriques Prates Correa (1977 - 1981)
- Antônio Augusto Mercedo Moreira (1981 - 1985)
- Oswaldo Machado (1985 - 1988)
- Hilberto Carvalho Lopes (1988 - 1997)
- José Carlos Pimenta (1997 - 1999)
- César Augusto de Castro Fiúza (1999 - 2008)
- Edimur Ferreira de Faria (2008 - 2011)
- Guilherme Coelho Colen (2012 - 2020)
- Wilba Lúcia Maia Bernardes (2021- atual) [1]

## Curiosidades
- No ano de 2016 a faculdade venceu os Jogos Jurídicos Mineiros, uma competição esportiva.[26]